# Douadic
Douadic és un municipi francès, situat al departament de l'Indre i a la regió de Centre – Vall del Loira. L'any 2007 tenia 427 habitants.

## Demografia

### Població
El 2007 la població de fet de Douadic era de 427 persones. Hi havia 194 famílies, de les quals 64 eren unipersonals (28 homes vivint sols i 36 dones vivint soles), 61 parelles sense fills, 53 parelles amb fills i 16 famílies monoparentals amb fills.
La població ha evolucionat segons el següent gràfic:
Habitants censats

### Habitatges
El 2007 hi havia 327 habitatges, 202 eren l'habitatge principal de la família, 82 eren segones residències i 44 estaven desocupats. 322 eren cases i 4 eren apartaments. Dels 202 habitatges principals, 159 estaven ocupats pels seus propietaris, 36 estaven llogats i ocupats pels llogaters i 6 estaven cedits a títol gratuït; 11 tenien dues cambres, 36 en tenien tres, 69 en tenien quatre i 85 en tenien cinc o més. 179 habitatges disposaven pel capbaix d'una plaça de pàrquing. A 87 habitatges hi havia un automòbil i a 88 n'hi havia dos o més.

### Piràmide de població
La piràmide de població per edats i sexe el 2009 era:
| Homes | Edats   | Dones |
| ----- | ------- | ----- |
| 0     | 95 o +  | 0     |
| 0     | 90 a 94 | 0     |
| 12    | 85 a 89 | 16    |
| 12    | 80 a 84 | 4     |
| 20    | 75 a 79 | 16    |
| 4     | 70 a 74 | 16    |
| 20    | 65 a 69 | 8     |
| 12    | 60 a 64 | 16    |
| 8     | 55 a 59 | 4     |
| 20    | 50 a 54 | 16    |
| 8     | 45 a 49 | 4     |
| 24    | 40 a 44 | 8     |
| 16    | 35 a 39 | 24    |
| 12    | 30 a 34 | 20    |
| 12    | 25 a 29 | 8     |
| 20    | 20 a 24 | 8     |
| 8     | 15 a 19 | 20    |
| 16    | 10 a 14 | 24    |
| 12    | 5 a 9   | 12    |
| 4     | 0 a 4   | 12    |

## Economia
El 2007 la població en edat de treballar era de 253 persones, 193 eren actives i 60 eren inactives. De les 193 persones actives 182 estaven ocupades (98 homes i 84 dones) i 11 estaven aturades (5 homes i 6 dones). De les 60 persones inactives 30 estaven jubilades, 10 estaven estudiant i 20 estaven classificades com a «altres inactius».

### Ingressos
El 2009 a Douadic hi havia 213 unitats fiscals que integraven 464,5 persones, la mediana anual d'ingressos fiscals per persona era de 15.357 €.

### Activitats econòmiques
Dels 18 establiments que hi havia el 2007, 2 eren d'empreses de fabricació d'altres productes industrials, 6 d'empreses de construcció, 3 d'empreses de comerç i reparació d'automòbils, 1 d'una empresa d'hostatgeria i restauració, 3 d'entitats de l'administració pública i 3 d'empreses classificades com a «altres activitats de serveis».
Dels 7 establiments de servei als particulars que hi havia el 2009, 1 era un taller de reparació d'automòbils i de material agrícola, 3 paletes, 2 fusteries i 1 perruqueria.
L'únic establiment comercial que hi havia el 2009 era una botiga de menys de 120 m².
L'any 2000 a Douadic hi havia 31 explotacions agrícoles que ocupaven un total de 2.900 hectàrees.

## Equipaments sanitaris i escolars
El 2009 hi havia una escola maternal integrada dins d'un grup escolar amb les comunes properes formant una escola dispersa.

## Poblacions més properes
El següent diagrama mostra les poblacions més properes.